# Aphrodisium
Aphrodisium is een kevergeslacht uit de familie van de boktorren (Cerambycidae). De wetenschappelijke naam van het geslacht werd voor het eerst geldig gepubliceerd in 1864 door Thomson.

## Soorten
Aphrodisium omvat de volgende soorten:
- Aphrodisium albardae Ritsema, 1888
- Aphrodisium griffithii Hope, 1839
- Aphrodisium attenuatum Gressitt, 1951
- Aphrodisium basifemorale (Pic, 1902)
- Aphrodisium cantori (Hope, 1839)
- Aphrodisium convexicolle Gressitt & Rondon, 1970
- Aphrodisium cribricolle Poll, 1890
- Aphrodisium delatouchii Fairmaire, 1886
- Aphrodisium distinctipes (Pic, 1904)
- Aphrodisium faldermannii (Saunders, 1853)
- Aphrodisium gibbicolle (White, 1853)
- Aphrodisium gregoryi (Podaný, 1971)
- Aphrodisium hardwickianum (White, 1853)
- Aphrodisium implicatum (Pic, 1920)
- Aphrodisium inexspectatum Podaný, 1971
- Aphrodisium laosense Gressitt & Rondon, 1970
- Aphrodisium luzonicum Schultze, 1920
- Aphrodisium metallicolle (Gressitt, 1939)
- Aphrodisium muelleri Tippmann, 1955
- Aphrodisium neoxenum (White, 1853)
- Aphrodisium niisatoi Vives & Bentanachs, 2007
- Aphrodisium ohkurai Hayashi, 1992
- Aphrodisium panayarum Schultze, 1920
- Aphrodisium planicolle Poll, 1890
- Aphrodisium robustum (Bates, 1879)
- Aphrodisium rufofemoratum Gressitt & Rondon, 1970
- Aphrodisium sauteri (Matsushita, 1933)
- Aphrodisium saxosicolle Fairmaire, 1902
- Aphrodisium schwarzeri Podaný, 1971
- Aphrodisium semignitum (Chevrolat, 1841)
- Aphrodisium semipurpureum Pic, 1925
- Aphrodisium sinicum (White, 1853)
- Aphrodisium strandi Plavilstshikov, 1932
- Aphrodisium thibetanum Pic, 1925
- Aphrodisium tonkineum Pic, 1925
- Aphrodisium vermiculosum Gressitt, 1942
- Aphrodisium viridescens Hayashi, 1974
- Aphrodisium viridiaeneum Hayashi, 1992